# گرین آیل (مینه‌سوتا)
گرین آیل، مینه‌سوتا (به انگلیسی: Green Isle, Minnesota) یک شهر در ایالات متحده آمریکا است که در شهرستان سیبلی، مینه‌سوتا واقع شده‌است.

## خصوصیات
گرین آیل ۲٫۵۴ کیلومترمربع مساحت و ۵۵۹ نفر جمعیت دارد و ۳۰۶ متر بالاتر از سطح دریا واقع شده‌است.